# Aeroporto de Aracati
O Aeroporto de Aracati cujo nome oficial é Aeroporto Regional de Canoa Quebrada Dragão do Mar, está situado na Rodovia Estadual CE-123, no município de Aracati, no Estado do Ceará, no Brasil.
Foi inaugurado no dia 4 de agosto de 2012 e está preparado para receber voos de aviões de médio porte como o Boeing 737 - 700.
Atualmente, a Azul Linhas Aéreas Brasileiras opera com 3 voos semanais com origem no Aeroporto do Recife utilizando a aeronave ATR 72 - 600, com capacidade para até 70 passageiros.
O aeroporto iniciou seus voos comerciais em 26 de fevereiro de 2019.

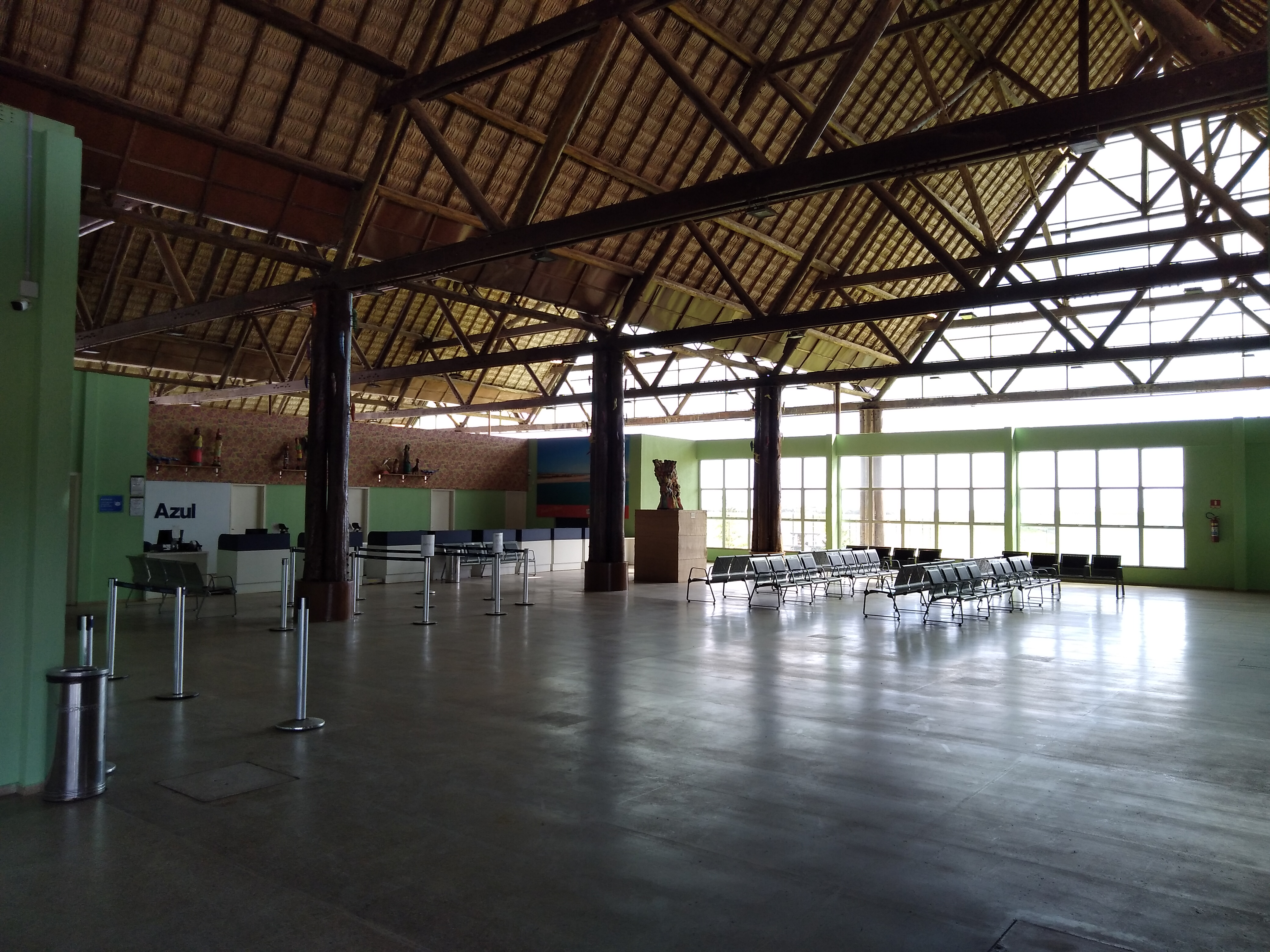
Interior do aeroporto.

## Características
- Latitude: 04º 33' 59'' s
- Longitude: 037º 47' 55'' w
- IATA: ARX
- ICAO: SBAC
- Altitude: 118 pés
- Terminal de passageiros:
- Pista: 1800x30
- Piso: P
- Sinalização: S

## Reforma
É um dos 9 aeroportos do estado do Ceará incluídos no PDAR – Plano de Desenvolvimento da Aviação Regional, do Governo Federal, criado em 2012. Um total de 363 milhões de reais foi destinado para o estado. 36 milhões só para este aeroporto.
O projeto arquitetônico do novo e atual TPS (Terminal de Passageiros e Serviços) do aeroporto é de autoria do arquiteto e urbanista Francisco Antonio Laprovitera Teixeira, que também arquitetou o Aeroporto de Jericoacoara.

## Serviços
- Centro de Manutenção da aviação executiva da Tam Linhas Aéreas